# Prințul Heinrich al Prusiei
Pentru fratele regelui Frederic al II-lea al Prusiei, vezi Prințul Heinrich al Prusiei (1726–1802).
Pentru fratele regelui Frederic Wilhelm al II-lea al Prusiei, vezi Prințul Heinrich al Prusiei (1747–1767).
Prințul Heinrich al Prusiei (Albert Wilhelm Heinrich, 14 august 1862 – 20 aprilie 1929) a fost fratele mai mic al Împăratului Wilhelm al II-lea al Germaniei și Prinț al Prusiei. 

## Primii ani

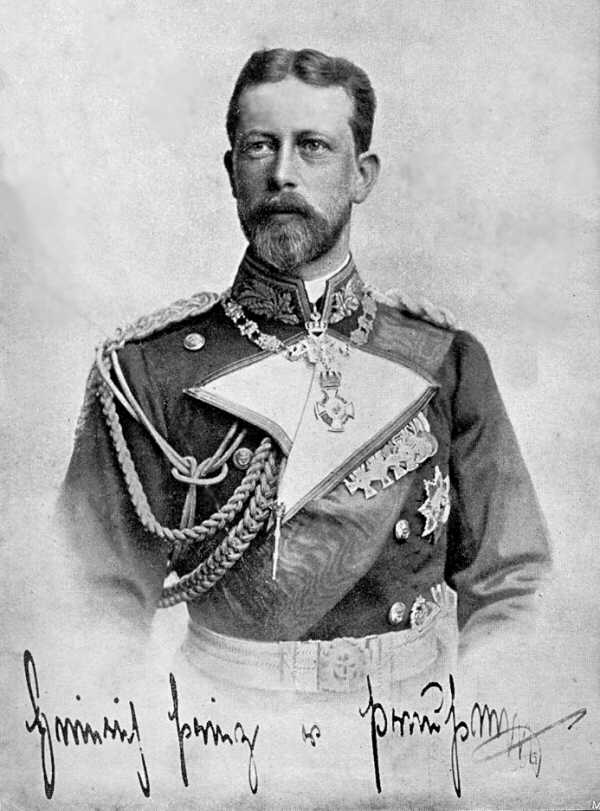
Prințul Heinrich al Prusiei, Mare Amiral al Marinei imperiale germane în timpul Primului Război Mondial.

Prințul Heinrich s-a născut la Berlin, ca al treilea din cei opt copii ai Prințului Moștenitor Frederic (mai târziu împăratul Frederic al III-lea al Germaniei) și al Prințesei Regale Victoria (mai târziu împărăteasa Victoria). Mama lui era fiica cea mare a reginei Victoria a Regatului Unit iar tatălui lui era fiul cel mare al împăratului Wilhelm I al Germaniei. Heinrich era cu trei ani mai mic decât fratele său, viitorul Wilhelm al II-lea al Germaniei.
După ce a urmat gimnaziul la Kassel, tânărul Heinrich de 15 ani a intrat cadet în marina imperială. Educația navală și pregătirea pentru a deveni ofițer de marină a inclus o călătorie de doi ani în jurul lumii (1878-1880), examinarea în octombrie 1880 (Seeoffizierhauptprüfung) și intrarea la Academia Navală a Germaniei în 1884.
Călătoria în jurul lumii i-a permis să viziteze Japonia unde a rămas un an și primit în audiență de împăratul Meiji de mai multe ori. În 1900, Carl von der Boeck a publicat o carte pentru tineret intitulată "Des Prinzen Heinrich von Preußen Weltumseglung". Raportul detaliat al șederii sale în Japonia este arhivat la ministerul japonez al afacerilor externe.
Prințul Heinrich  a comandat numeroase nave de război, inclusiv primul său distrugător în 1887, apoi prima divizie de distrugătoare. În 1888 a comandat yachtul imperial, SMY Hohenzollern; în 1889 și 1890, SMS Irene (un cruiser numit după tânăra sa soție) iar în 1892 fregata blindată de apărare de coastă SMS Beowulf. Până în 1894 a comandat nava de război SMS Sachsen, apoi în 1895 SMS Wörth. 

## Familie

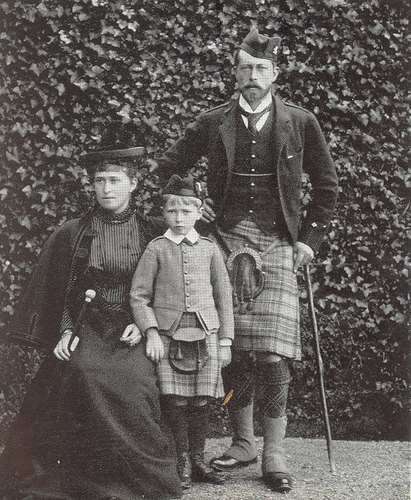
Prințul Heinrich cu soția sa, Prințesa Irene, și al doilea fiu, Sigismund.

La 24 mai 1888, Heinrich s-a căsătorit cu verișoara sa primară, Prințesa Irene de Hesse și de Rin. Ea era fiica lui Ludovic al IV-lea, Mare Duce de Hesse și a Prințesei Alice a Regatului Unit (fiica reginei Victoria).
Împreună au avut trei copii:
- Prințul Waldemar Wilhelm Ludwig Friedrich Viktor Heinrich al Prusiei (20 martie 1889 – 2 mai 1945); căsătorit cu Prințesa Calixta de Lippe-Biesterfeld.
- Prințul Wilhelm Viktor Karl August Heinrich Sigismund al Prusiei (27 noiembrie 1896 – 14 noiembrie 1978); căsătorit cu Prințesa Charlotte de Saxa-Altenburg.
- Prințul Heinrich Viktor Ludwig Friedrich al Prusiei (9 ianuarie 1900 – 26 februarie 1904)

Fiii lor Waldemar și Heinrich au fost hemofili, boală moștenită prin mama lor de la regina Victoria a Regatului Unit.

## Ultimii ani
După Revoluția Germană, Heinrich a locuit cu familia la Hemmelmark în apropiere de Eckernförde, în Schleswig-Holstein. A continuat să practice sporturi cu motor și navigație și chiar la o vârstă înaintată a fost un participant de foarte mare succes la regate. A popularizat Prinz-Heinrich-Mütze ("șapca prințul Heinrich"), care încă este purtată, mai ales de către marinarii mai în vârstă.
În 1899, Heinrich a primit un doctorat onorific (Doctor în inginerie honoris causa) de la Universitatea Tehnică din Berlin. De asemenea, a primit numeroase onoruri similare din țări străine, inclusiv un doctorat onorific în 1902 de la Universitatea Harvard.
Prințul Heinrich a murit de cancer esofagian, cum a avut și tatăl lui, la Hemmelmark, la 20 aprilie 1929.